# إذاعة صوت العرب
إذاعة صوت العرب هي إذاعة مصرية تبث من القاهرة على تردد 621 AM (وتردد 106.3 FM من داخل القاهرة)، تم إنشائها في 4 يوليو عام 1953. وكانت من أول وأشهر الإذاعات المصرية التي بثت لجميع أقطار العالم العربي باللغة العربية. اشتهرت الإذاعة كوسيلة أساسية استخدمها الرئيس المصري في حينه جمال عبد الناصر لِبث خطاباته حول الوحدة العربية ومناهضة الإستعمار الأجنبي للبلدان العربية. رغم سطوع نجمها في سنوات الخمسينيات والستينيات من القرن الماضي، إلا أنها باتت تفتقر جمهورا واسعا وشعبية كبيرة في مصر والعالم العربي بشكل عام.

## التاريخ

### تأسيس الإذاعة
بدأ بث برنامج واحد تحت اسم صوت العرب على إذاعة راديو القاهرة، ما تطور لاحقا إلى إذاعة مستقلة. صاحب فكرة تأسيس إذاعة صوت العرب كان الدكتور محمد عبد القادر حاتم الذي تولّى فيما بعد منصب وزير المعلومات المصري. أما الدعم الأساسي للمشروع جاء من قبل الرئيس جمال عبد الناصر. وقد عمل أحمد سعيد[ ؟ ] كمذيع رئيسي منذ انطلاق برنامج صوت العرب عبر إذاعة القاهرة ومدير لإذاعة صوت العرب عند تأسيسها عام 1953 وحتى عام 1967.
حتى عام 1960، تميزت الصحافة المصرية المكتوبة باستقلالها وموضوعيتها، لكن في المقابل كانت الإذاعات تحت سيطرة الحكومة المصرية المباشرة مما أدى إلى تسخيرها لخدمة أغراض النظام.
وكان الرئيس المصري آنذاك جمال عبد الناصر مدركا لقدرة الإذاعات على الإستحواذ على الرأي العام الشعبي المصري مما دفعه للإستثمار لتطوير الإذاعة، مما أدى إلى مضاعفة وقت البث الإذاعي من نصف ساعة يومية إلى خمسة عشر ساعة يومية في عام 1962 وإلى بث على مدار الساعة في نهاية الستينيات.

### صوت العرب في حقبة ناصر
تمحور فحوى بث صوت العرب في أثناء حقبة حكم جمال عبد الناصر حول مفهوم الوحدة العربية والأفكار الثورية ومناهضة الاستعمار.
استغلت الحكومة الجديدة في مصر إمكانيات الإذاعة ودعت من خلالها إلى دعم المناضلين العرب ودعاة القومية العربية ومحاربة ما يسمى بالرجعية. كان صوت العرب صوت مجاهدي الجزائر والمغرب وتونس. وكان يذيع رسائل مشفرة لجبهة تحرير الجزائر والمقاومة الفلسطينية وكذلك جبهات التحرير بأفريقيا وكذلك كانت هي القوة الإعلامية في ثورة اليمن وداعمة لحركة التحرير في جنوب اليمن.
حاولت فرنسا إخماد صوته بتوزيع أجهزة راديو مجاناً لا تلتقط صوت العرب علي الجزائريين للتعتيم وإبطال تأثير الإذاعة. وعبر مسيرة أكثر من نصف قرن وسط الأحداث العربية، يصفها مؤيدوها بأنها كانت صوت المناضلين العرب وحصن العروبة الإعلامي والمدافع عن القضايا العربية.
صوت العرب كانت إذاعة عبد الناصر للهجوم على الأنظمة العربية المناوئة له ومن أمثلتها نظام الملك حسين بن طلال في حقبة نهاية الستينات حيث أن للقناة جولات وصولات وتحيز واضح للأهداف الناصرية.

## أشهر البرامج التي تقدمها إذاعة صوت العرب
من أشهر البرامج التي تقدمها إذاعة صوت العرب (برنامج الشعب في سيناء) كان يقدم أثناء فترة احتلال سيناء لمد جسور التواصل بين أهالي سيناء المحتلة ووطنهم مصر (برنامج من حلو الكلام) برنامج (ملتقى الأحبة)، برنامج كومبيونت والذي يذاع مساء يوم الأربعاء من كل أسبوع. وبرنامج حوار علي البعد -الجريدة العربية-وتشتهر اذاعة صوت العرب بالبرامج السياسية والأخبارية الرصينة التي تعد مصدرا مهما وآنيا لأهم الانفرادات الأخبارية-التي يقدمها نخبة من أهم مذيعي الأخبار والمحاورين السياسيين في العالم العربي -ومنهم منال هيكل وشحاتة أبو المجد ومحمد حلمي وعلي الطواب وأيمن عطية وفايز المليجي.
وتذاع صوت العرب علي موجة ال FM وال Mw...و تستطيع الاستماع إليها مباشر على الإنترنت ومن من خلال القمر الصناعي المصري والأوروبي....وتتميز اذاعة صوت العرب بأنها إذاعة سياسية في المقام الأول أنشأها الرئيس الراحل جمال عبد الناصر لدعم فكرة القومية العربية-وما زالت تقوم بدورها من أجل توحيد الكلمة العربية ونزع فتيل أي توتر يخيم على العلاقات العربية. ومن أشهر برامجها كذلك -حوار مع مستمع—الفترات الإخبارية المتنوعة القوية-تليفون آخر الليل-صباح الخير يا عرب-الجريدة العربية-العرب هذا الصباح-ألف سلام-البعد الثالث-إستجواب-بدون حواجز وغيرها الكثير.
من أروع البرامج الحوارية هو نقوش على جدار الوطن، تقدمه الدكتورة منال العارف كبيرة مذيعي إذاعة صوت العرب. استضافت فيه كبار الشعراء والفانانين والكتاب من كافة الوطن العربي منهم الروائية السورية الهولندية لبني ياسين، الشاعر السعودي ناجي حرابة، الكاتب والشاعر المغربي المقيم ببلجيكا محمد لحسن الحراق، الدكتور عبد السلام دخان من المغرب

## رؤساء إذاعة صوت العرب من نشأتها إلى الآن
- أحمد سعيد 1953 - 1967
- يحيي أبو بكر (1967 - 1968) تولّى رئاستها لفترة قصيرة بعد إقالة الإذاعي الكبير أحمد سعيد
- محمد عروق 1968 - 1971
- سعد زغلول نصار 1971 - 1976
- أمين بسيوني 1976 - 1987
- حلمي البلك
- حمدي الكنيسي
- محمد مرعي
- محمد فهيم
- أمينة صبري
- نبيلة مكاوي
- عبد الرحمن رشاد
- لمياء محمود.[2]

## من أشهر مذيعيها
- أحمد سعيد[ ؟ ]

محمد عروق مدير إذاعة صوت العرب صاحب برنامح «أكاذيب تكشفها حقائق» فترة حرب الاستنزاف
- متولي درويش
- حلمي البلك رئيس الإذاعة المصرية الأسبق
- حمدي الكنيسي " " " "
- أمين بسيوني " اتحاد الإذاعة والتليفزيون
- أمينة صبري أول سيدة ترأس صوت العرب
- أسمهان البلك
- زكريا شليل [3]
- نجوى أبو النجا رئيس قطاع القنوات المتخصصة
- رباب البدراوي
- أيمن عطية أبو العطا مدير البرامج السياسية منذ عام 2014 حتى الآن.. مذيع ومقدم عدد من البرامج الشهيرة ومنها..بيت العرب.. العرب وأفريقيا.. لقاء السبت.. اللقاء الإخباري.. المشهد الكامل.. ومؤخرا تقديم برنامجي لحظة اختيار ويوم حلو ويوم أحلى...
- إبراهيم مصباح 1955-1992 بدأ العمل مذيعا بصوت العرب وقدّم النشرة والتعليق السياسي وقدم العديد من البرامج الشهيرة مثل قرأت لك وخبز للجميع واليوم المفتوح وشغل منصب نائب رئيس صوت العرب عام 1976م العديد من المسلسلات الإذاعية منها زورق في بحر الحب ويوميات الشاعر الظريف وسلام لحضرة الناظر وتخصص في البرامج الدينية منها مع الله.
- كامل البيطار خزينة الأفكار المتنقلة
- وجدي الحكيم أشهر من قدّم برامج منوعات عربية
- عبد الله قاسم صاحب برنامج «تاكسي السهرة»
- فرج أبو الفرج رئيس قطاع الإنتاج الأسبق
- محمود سلطان صاحب برنامج «عالم الحيوان»
- ماهر مصطفى
- عاطف عبد العزيز صاحب برنامج «تليفون آخر الليل»
- مديحة الغنيمي شاعرة وتقدم برنامج «كمبيونت»
- نهى العلمي صاحبة برنامج «العالم من خلالهم»
- محمد حلمي المذيع والمحاور والكاتب الصحفي
- مها عادل شاعرة
- هشام علوان روائي
- زينهم البدوي شاعر
- صلاح معاطي سيناريست وقاص
- محمد عبد العزيز صائد الجوائز (7 مرات لخمس سنوات متتالية)
- نادية السباعي مذيعة تنفيذ
- رشا سلام صاحبة الأداء المتميز في برنامج «أصوات من زمن فات» و«بدون مونتاج»
- إيمان مصطفى صاحبة أحلى صوت بالإذاعة المصرية وصاحبة برنامج (الإقناع فنون ومهارات) ومذيعة تنفيذ
- محمد حلمي  المذيع والمحاور السياسي-والكاتب الصحفي
- سعدية مبروك سعد كبيرة مذيعين
- علي إسماعيل مذيع تنفيذ ومقدم برامج سياسية وثقافية والمذيع المتألق في هيئة الإذاعة البريطانية بي بي سي
- الدكتور جمال حماد المذيع والباحث ومدير البرامج الثقافية بصوت العرب.
- رضوان عبد المرضي المذيع قارئ النشرات الإخبارية

_علي الطواب مذيع صوت العرب وصاحب برنامج الهواء يا سادة يا كرام وقدم برنامج خاص عن حياة الزعيم ياسر عرفات وبرنامجا آخر بعنوان دماء على جدار الحرم عقب الهجوم الإسرائيلي على الحرم الإبراهيمي وقدّم كذلك لقاءات مع فؤاد السنيورة رئيس وزراء لبنان وإسماعيل هنية رئيس وزراء الحكومة في غزة والرئيس الصومالي شيخ شريف وقام بتغطية قمم الاتحاد الأفريقي والقمم العربية ولا ننسى المذيع المتميز جدا يحيى حسن
- الدكتورة منال العارف مقدمة برنامج نقوش على جدار الوطن